# Пам'ятки історії Погребищенського району
У Погребищенському районі Вінницької області на обліку перебуває 72 пам'ятки історії.
| № п/п | Охоронний № | Найменування пам'ятки | Адреса                                                              | Дата (епоха)                    | Дата відкриття або виявлення | Автори                                    | Матеріал                                 | Основні розміри                                 | Рішення про взяття під охорону |
| ----- | ----------- | --- | ------------------------------------------------------------------- | ------------------------------- | ---------------------------- | ----------------------------------------- | ---------------------------------------- | ----------------------------------------------- | ------------------------------ |
| 1.    | 800         | Братська могила 642 радянських воїнів, полеглих при визволенні селища та навколишніх сіл                                                                   | м. Погребище, Погребищенська м/р, пл. Героїв                        | 1943 р, 1941—1945 рр.           | 1954 р., 1976 р.             | В. І. Ільчук                              | об. граніт, пост. граніт                 | об. 10,5 м, пост. 1х4,40х3,70 м                 | № 313 10.06.1971 р.            |
| 2.    | 48          | Могили жертв голодомору | м. Погребище, Погребищенська м\р, кладовище, вул. Першотравнева     | 1932—1933 рр.                   | 1994 р.                      | місцеві майстри                           | граніт                                   | 1х1,8 м                                         | № 66 05.10.1995 р.             |
| 3.    | 49          | Могили жертв голодомору | м. Погребище, Погребищенська м\р, вул. Свердлова                    | -//-                            | 1994 р.                      | -//-                                      | -//-                                     | 2,25х1,75 м                                     | № 66 05.10.1995 р.             |
| 4.    | 101         | Пам'ятник 344 воїнам-односельчанам, загиблим на фронтах ВВВ                                                                                                | м. Погребище, Погребищенська м/р, пл. Героїв                        | 1941—1945 рр.                   | 1986 р.                      | місцеві майстри                           | метал                                    | пост. 2,1х4,5х1,0 м                             | № 227 26.06.1987 р.            |
| 5.    | 41          | Пам'ятник Герою Росії Мудрому М. І. | м. Погребище, Погребищенська м/р, вул. Київська                     | 1919—1944 рр.                   | 1997 р.                      | місцеві майстри                           | граніт. метал                            | 6х1,50 м                                        | № 443 22.12.1997 р.            |
| 6.    | 801         | Братська могила 263 воїнів Радянської армії, загиблих при обороні та визволенні села, і могила Баринова Г. В., командира військ НКВС                       | с. Андрушівка, Андрушівська с/р, на кладовищі                       | 1941 р., 1943 р., 1896—1941 рр. | 1975 р.                      | місцеві майстри                           | ск. залізобетон, пост. бетон             | пост. 0,30х0,24х0,52 м, цоколь 0,15х0,55х0,90 м | № 313 10.06.1971 р.            |
| 7.    | 105         | Пам'ятник 213 воїнам-односельчанам, загиблим на фронтах ВВВ                                                                                                | с. Андрушівка, Андрушівська с/р, біля клубу                         | 1941—1945 рр.                   | 1985 р.                      | Київський худ. фонд                       | ск. залізобетон                          | пост. 0,7х1,2х1,6 м, ск. 2,7 м                  | № 227 26.06.1987 р.            |
| 8.    | 802         | Братська могила 8 радянських воїнів, полеглих при обороні й визволенні села Бабинці та навколишніх сіл                                                     | с. Бабинці, Бабинецька с/р, біля Будинку культури                   | 1941—1943 рр.                   | 1958 р.                      | місцеві майстри                           | ск. з/бетон, граніт                      | ск. 2,5 м, пост. 2,3х1,35х1,35 м                | № 313 10.06.1971 р.            |
| 9.    | 818         | Пам'ятник 102 воїнам-односельчанам, загиблим на фронтах ВВВ                                                                                                | с. Бабинці, Бабинецька с/р, біля Будинку культури                   | 1941—1945 рр.                   | 1967 р.                      | ск. І. Зноба, арх. Корнеєв, м. Київ       | пост. граніт                             | ск. 2,70 м, пост. 0,80х1,40х1,40 м              | № 313 10.06.1971 р.            |
| 10.   | 101         | Пам'ятник жертвам голодомору | с. Бабинці, Бабинецька с/р, кладовище                               | 1932—1933 рр.                   | 1991 р.                      | місцеві майстри                           | метал                                    | об. 2 м                                         | № 47029.12.2002 р.             |
| 11.   | 448         | Пам'ятник 131 воїнові-односельцю, що полягли на фронтах ВВВ                                                                                                | с. Білашки, Білашківська с/р, біля контори КСП                      | 1941—1945 рр.                   | 1980 р.                      | ск. Ю. Марченко, арх. В. Ратовський       | ск. з/бетон, пост. камінь                | ск. 3,5 м, пост. 1,8х2х2,6 м                    | № 96 17.02.1983 р.             |
| 12.   | 102         | Пам'ятник жертвам голодомору | с. Бистрик, Бабинецька с/р, на кладовищі                            | 1932—1933 рр.                   | 1992                         | місцеві майстри                           | граніт                                   | об. 2 м                                         | № 470 29.12.2002 р.            |
| 13.   | 819         | Пам'ятник 25 воїнам-односельчанам, загиблим на фронтах ВВВ                                                                                                 | с. Бистрик, Бабинецька с/р, біля клубу                              | 1941—1945 рр.                   | 1968 р.                      | ск. А. Котко, арх. А. Корнеєв, м. Київ    | ск. з/бетон, пост. цегла                 | ск. 2,5 м, пост. 1,7х1,7х1,7 м                  | № 313 10.06.1971 р.            |
| 14.   | 803         | Братська могила 3 партизан та 4 воїнів радянської армії, загиблих при визволенні села, і пам'ятник 71 воїнові-односельцю, що полягли на фронтах ВВВ        | с. Борщагівка, Борщагівська с/р, біля школи                         | 1943 р., 1941—1945 рр.          | 1956 р., 1968 р.             | ск. В. І. Левицький, м. Вінниця           | ск. граніт                               | ск. 4,0х8,4                                     | № 313 10.06.1971 р.            |
| 15.   | 798         | Пам'ятник на місці страти полковника І. Іскри та генерального судді В. Л. Кочубея                                                                          | с. Борщагівка, Борщагівська с/р, в центрі села                      | 1708 р.                         | 1908 р.                      | ск. Ріцолотті                             | ск. лабродорит                           | ск. 5 м                                         | № 313 10.06.1971 р.            |
| 16.   | 103         | Пам'ятник жертвам голодомору | с. Борщагівка, Борщагівська с/р, центр села                         | 1932—1933 рр.                   | 1993 р.                      | місцеві майстри                           | бетон                                    | ск. 1,7 м                                       | № 470 29.12.2002 р.            |
| 17.   | 804         | Братська могила 89 радянських воїнів, загиблих при визволенні села                                                                                         | с. Булаї, Чапаївська с/р, біля школи                                | 1943 р.                         | 1955 р.                      | Київський худ. фонд                       | ск. з/бетон, пост. цегла                 | ск. 2,4 м, пост. 0,8х0,8х0,8 м                  | № 313 10.06.1971 р.            |
| 18.   | 163         | Пам'ятник 177 воїнам-односельцям, загиблим на фронтах ВВВ                                                                                                  | с. Булаї, Чапаївська с/р, біля Будинку культури                     | 1941—1945 рр.                   | 1983 р.                      | Київський худ. фонд                       | з/бетон                                  | ск. 3,2 м, пост. 1 м                            | № 75 20.02.1985 р.             |
| 19.   | 104         | Пам'ятник жертвам голодомору | с. Бурківці, Новофастівська с/р, центр села                         | 1932—1933 рр.                   | 1993 р.                      | місцеві майстри                           | граніт                                   | ст. 1,9 м                                       | № 470 29.12.2002 р.            |
| 20.   | 105         | Пам'ятник 69 воїнам-односельцям, загиблим на фронтах ВВВ                                                                                                   | с. Бурківці, Новофастівська с/р, центр села                         | 1941—1945 рр.                   | 1993 р.                      | місцеві майстри                           | граніт                                   | ст. 1,7 м                                       | № 470 29.12.2002 р.            |
| 21.   | 520         | Пам'ятник 104 воїнам-односельцям, загиблим на фронтах ВВВ                                                                                                  | с. Бухни, Морозівська с/р, в центрі села                            | 1941—1945 рр.                   | 1981                         | Вінницький худ. фонд                      | ск. з/бетон, бетон                       | ск. 3,2 м, пост. 1,10х2,2х1,7 м                 | № 96 17.02.1983 р.             |
| 22.   | 820         | Пам'ятник 58 воїнам-односельцям, загиблим на фронтах ВВВ                                                                                                   | с. Васильківці, Спичинецька с/р, біля клубу                         | 1941—1945 рр.                   | 1967, 1972 р.                | місцеві майстри                           | об. з/бетон, пост. цегла                 | об. 12 м, пост. 0,2х1,40х1,40 м                 | № 313 10.06.1971 р.            |
| 23.   | 806         | Братська могила 23 воїнів радянської армії, загиблих при визволенні села, і пам'ятник 229 воїнам-односельцям, загиблим на фронтах ВВВ                      | с. Гопчиця, Гопчицька с/р, біля Будинку культури                    | 1943 р., 1941—1945 рр.          | 1948 р., 1956 р., 1980 р.    | Київський худ. фонд, Вінницький худ. фонд | ск. з/бетон, пост. бетон                 | ск. 3 м, пост. 2х1,80х1,0 м                     | № 313 10.06.1971 р.            |
| 24.   | 106         | Пам'ятник жертвам фашизму | с. Гопчиця, Гопчицька с/р, 4 км на схід від села, біля станції Рось | 1932—1933 рр.                   | 1998 р.                      | місцеві майстри                           | граніт                                   | м. плита 65х72 м                                | № 470 29.12.2002 р.            |
| 25.   | 307         | Могили голови комнезаму Г. М. Перейми та голови комнезаму і с/р К. Г. Бондарця і пам'ятник 134 воїнам-односельцям, загиблим на фронтах ВВВ                 | с. Дзюнків, Дзюнківська с/р, біля с/р                               | 1921 р., 1941—1945 рр.          | 1959 р., 1975 р.             | ск. Л. І. Воропай, м. Київ                | ск. з/бетон, пост. бетон, граніт         | ск. 3 м, пост. 2х1,2х1,2 м                      | № 29 19.06.1977 р.             |
| 26.   | 815         | Могила голови комнезаму В. І. Яворського і могила будьонівця                                                                                               | с. Довгалівка, Довгалівська с/р, південна околиця села              | 1870—1920 рр.                   | 1934 р.                      | місцеві майстри                           | об. дерево, пост. цегла                  | об. 2 м, пост. 1,3х1,1х1,1 м                    | № 313 10.06.1971 р.            |
| 27.   | 450         | Пам'ятник 135 воїнам-односельцям, загиблим на фронтах ВВВ                                                                                                  | с. Довгалівка, Довгалівська с/р, в центрі села                      | 1941—1945 рр.                   | 1978 р.                      | Київський худ. фонд                       | ск. з/бетон, пост. з/бетон               | ск. 3,1 м, пост. 0,6 м                          | № 96 17.02.1983 р.             |
| 28.   | 107         | Пам'ятник жертвам голодомору | с. Довгалівка, Довгалівська с/р, на кладовищі                       | 1932—1933 рр.                   | 1993 р.                      | місцеві майстри                           | метал                                    | хр. 4 м                                         | № 470 29.12.2004 р.            |
| 29.   | 164         | Пам'ятник 67 воїнам-односельчанам, загиблим на фронтах ВВВ                                                                                                 | с. Довжок, Очеретнянська с/р, в центрі села                         | 1941—1945 рр.                   | 1982 р.                      | Київський худ. фонд                       | з/бетон                                  | ск. 2,1 м, п. 0,7 м                             | № 75 20.02.1985 р.             |
| 30.   | 35          | Пам'ятник 122 воїнам-визволителям | с. Довжок, Очеретнянська с/р, біля клубу                            | 1944 р.                         | 1987 р.                      | місцеві майстри                           | метал                                    | п. 10х5х2 м                                     | № 113 13.05.1988 р.            |
| 31.   | 103         | Пам'ятник 69 воїнам-односельцям, загиблим на фронтах ВВВ                                                                                                   | с. Жовтневе, Саражинецька с/р, біля магазину                        | 1941—1945 рр.                   | 1986 р.                      | Київський худ. фонд                       | з/бетон                                  | ск. 3 м, пост. 1,5х0,5х0,4 м                    | № 227 26.06.1987 р.            |
| 32.   | 822         | Пам'ятник 186 воїнам-односельцям, загиблим на фронтах ВВВ                                                                                                  | с. Збаржівка, Збаржівська с/р, біля клубу                           | 1941—1945 рр.                   | 1967, рест. 1981 р.          | Київський худ. фонд                       | з/бетон, пост. бетон                     | ск. 3 м, пост. 2х1,2х1,1 м                      | № 313 10.06.1971 р.            |
| 33.   | 23          | Пам'ятник 90 воїнам-односельцям, загиблим на фронтах ВВВ                                                                                                   | с. Круподеринці, Павлівська с/р, біля церкви                        | 1941—1945 рр.                   | 1990 р.                      | ск. Шляпок                                | бетон                                    | ск. 3 м                                         | № 148 16.07.1992 р.            |
| 34.   | 42          | Пам'ятник морякам, які загинули в Цусімському бою | с. Круподеринці, Павлівська с/р біля церкви                         | 1905 р.                         | 1914 р.                      | місцеві майстри                           | граніт, метал                            | 5 м                                             | № 443 22.12.1997 р.            |
| 35.   | 104         | Пам'ятник 38 воїнам-односельчанам, загиблим на фронтах ВВВ                                                                                                 | с. Кулешів, Черемошненська с/р, біля магазину                       | 1941—1945 рр.                   | 1986 р.                      | Київський худ. фонд                       | з/бетон                                  | ск. 3 м, пост. 4х0,5х2,5 м                      | № 227 26.06.1987 р.            |
| 36.   | 518         | Пам'ятник 78 воїнам-односельчанам, загиблим на фронтах ВВВ                                                                                                 | с. Кур'янці, Саражинецька с/р, в центрі села                        | 1941—1945 рр.                   | 1981 р.                      | Київський худ. фонд                       | ск. з/бетон, пост. з/бетон               | ск. 3,5 м, пост. 2,5х1,5х1,2 м                  | № 96 17.02.1983 р.             |
| 37.   | 22          | Пам'ятник 47 воїнам-односельцям, загиблим на фронтах ВВВ                                                                                                   | с. Іваньки, Старостинецька с/р, в центрі села                       | 1941—1945 рр.                   | 1988 р.                      | Київський худ. фонд                       | з/бетон                                  | 3 м                                             | № 148 16.07.1992 р.            |
| 38.   | 449         | Пам'ятник 68 воїнам-односельцям, загиблим на фронтах ВВВ                                                                                                   | с. Левківка, Левківська с/р, в центрі села                          | 1941—1945 рр.                   | 1978 р.                      | Вінницький худ. фонд                      | ск. з/бетон, пост. бетон                 | ск. 2,5 м, пост. 2,5х1,2х1 м                    | № 96 17.02.83 р.               |
| 39.   | 807         | Братська могила 21 радянського воїна, що полягли при визволенні села, і пам'ятник 84 воїнам-односельцям, загиблим на фронтах ВВВ                           | с. Ліщинці, Старостинецька с/р, в центрі села                       | 1943 р., 1941—1945 рр.          | 1956 р., 1977 р.             | Вінницький худ. фонд                      | ск. з/бетон, пост. цегла                 | ск. 2,70 м, пост. 1,55х1,50х1,50 м              | № 313 10.06.1971 р.            |
| 40.   | 809         | Братська могила 152 радянських воїнів, загиблих при визволенні села Мончин та навколишніх сіл, і пам'ятник 259 воїнам-односельцям, загиблим на фронтах ВВВ | с. Мончин, Мончинська с/р, біля Будинку культури                    | 1943 р., 1941—1945 рр.          | 1958 р.                      | Київський худ. фонд                       | ск. з/бетон, пост. з/бетон               | ск. 3 м, пост. 0,7х2,5х2,5 м                    | № 313 10.06.1971 р.            |
| 41.   | 308         | Пам'ятник 60 воїнам-односельцям, загиблим на фронтах ВВВ                                                                                                   | с. Морозівка, Морозівська с/р, біля школи                           | 1941—1945 рр.                   | 1975 р.                      | ск. В. П. Воропай, м. Київ                | ск. з/бетон, пост. з/бетон, пост. граніт | ск. 3,1 м, пост. 1,95х1,1х1,2 м                 | № 29 19.06.1977 р.             |
| 42.   | 808         | Братська могила 5 радянських партизан | с. Новофастів, Новофастівська с/р, біля Будинку культури            | 1943 р.                         | 1958 р.                      | ск. Ковтун, Онищенко                      | ск. з/бетон пост. камінь                 | ск. 2,6 м, пост. 2,3х1,55х1,5 м                 | № 313 10.06.1971 р.            |
| 43.   | 108         | Пам'ятник жертвам голодомору | с. Новофастів, Новофастівська с/р, на кладовищі                     | 1932—1933 рр.                   | 1993 р.                      | місцеві майстри                           | граніт                                   | ст. 1,9 м                                       | № 470 29.12.2002 р.            |
| 44.   | 109         | Пам'ятник 194 воїнам-односельчанам, загиблим на фронтах ВВВ                                                                                                | с. Нововфастів, Новофастівська с/р, біля с/ради                     | 1941—1945 рр.                   | 1993 р.                      | місцеві майстри                           | бетон, граніт, цегла                     | ск. 2,7 м                                       | № 470 29.12.2002 р.            |
| 45.   | 165         | Пам'ятник 35 воїнам-односельчанам, загиблим на фронтах ВВВ                                                                                                 | с. Обозівка, Збаржівська с/р, центр села                            | 1941—1945 рр.                   | 1979 р.                      | місцеві майстри                           | бетон                                    | об. 2,5 м                                       | № 75 20.02.1985 р.             |
| 46.   | 24          | Пам'ятник 29 воїнам-односельчанам, загиблим на фронтах ВВВ                                                                                                 | с. Озерна, Сніжнянська с/р, в центрі села                           | 1941—1945 рр.                   | 1989 р.                      | Київський худ. фонд                       | граніт                                   | ск. 2,5 м                                       | № 148 16.07.1992 р.            |
| 47.   | 452         | Пам'ятник 116 воїнам-односельцям, загиблим на фронтах ВВВ                                                                                                  | с. Ординці, Левківська с/р, біля контори КСП                        | 1941—1945 рр.                   | 1979 р.                      | Київський худ. фонд                       | ск. з/бетон, пост. бетон                 | ск. 3,7 м, пост. 1,4х1,6х1,5 м                  | № 96 17.02.1983 р.             |
| 48.   | 110         | Пам'ятник жертвам голодомору | с. Ординці, Левківська с/р, на кладовищі                            | 1932—1933 рр.                   | 1992 р.                      | місцеві майстри                           | граніт                                   | об. 1,5 м                                       | № 470 29.12.2002 р.            |
| 49.   | 823         | Пам'ятник 158 воїнам-односельцям, загиблим на фронтах ВВВ                                                                                                  | с. Очеретня, Очеретнянська с/р, біля контори КСП                    | 1941—1945 рр.                   | 1967 р.                      | Київський худ. фонд                       | ск. з/бетон, пост. цегла                 | ск. 2,1 м, пост. 3,2х1,75х1,65 м                | № 313 10.06.1971 р.            |
| 50.   | 26          | Пам'ятник 163 воїнам-односельцям, загиблим на фронтах ВВВ                                                                                                  | с. Розкопане, Розкопанівська с/р, в центрі села                     | 1941—1945 рр.                   | 1989 р.                      | ск. Ю. В. Ноздрик                         | ___                                      | ____                                            | № 148 16.07.1992 р.            |
| 51.   | 816         | Могила лейтенанта Бондарівського Ю. Л., загиблого при визволенні села                                                                                      | с. Павлівка, Павлівська с/р, біля школи                             | 1944 р.                         | 1948 р., 1956 р.             | місцеві майстри                           | об. граніт, пост. цегла                  | об. 2 м, пост. 0,4х1,2 м                        | № 313 10.06.1971 р.            |
| 52.   | 817         | Могила полковника Воровченка П. Д., загиблого при визволенні району                                                                                        | с. Павлівка, Павлівська с/р, біля школи                             | 1943 р.                         | 1952                         | Київський худ. фонд                       | ск. з/бетон, пост. граніт                | ск. 2,5 м, пост. 1,5х1,5х1,5 м                  | № 313 10.06.1971 р.            |
| 53.   | 166         | Пам'ятник 187 воїнам-односельцям, загиблим на фронтах ВВВ                                                                                                  | с. Павлівка, Павлівська с/р, біля с/ради                            | 1941—1945 рр.                   | 1982 р.                      | Київський худ. фонд                       | з/бетон                                  | ск. 3 м, пост. 2 м                              | № 75 20.02.1985 р.             |
| 54.   | 112         | Пам'ятник жертвам голодомору | с. Павлівка, Павлівська с/р, на кладовищі                           | 1932—1933 рр.                   | 1992 р.                      | місцеві майстри                           | граніт                                   | ст. 2 м                                         | № 470 29.12.2002 р.            |
| 55.   | 137         | Пам'ятник 63 воїнам-односельцям, загиблим на фронтах ВВВ                                                                                                   | с. Паріївка, Андрушівська с/р, біля с/ради                          | 1941—1945 рр.                   | 1984 р.                      | Київський худ. фонд                       | з/бетон                                  | ск. 2,5 м, пост. 0,9 м                          | № 228 22.05.1986 р.            |
| 56.   | 810         | Братська могила 925 радянських воїнів, загиблих при визволенні села Плисків та навколишніх сіл.                                                            | с. Плисків, Плисківська с/р, біля дитячого будинку                  | 1944 р.                         | 1956 р.                      | Київський худ. фонд                       | ск. з/бетон, пост. камінь                | ск. 3 м, пост. 1х2,20х2,20 м                    | № 313 10.06.1971 р.            |
| 57.   | 824         | Пам'ятник 149 воїнам-односельцям, загиблим на фронтах ВВВ                                                                                                  | с. Плисків, Плисківська с/р, в центрі села                          | 1941—1945 рр.                   | 1969 р.                      | ск. Ульянов, арх. Ігнащенко, м. Київ      | ск. з/бетон, пост. цегла                 | ск. 4 м, пост. 0,10х2,25х2,25 м                 | № 313 10.06.1971 р.            |
| 58.   | 102         | Пам'ятник 61 воїнові-визволителю, що полягли при визволенні села                                                                                           | с. Саражинці, Саражинецька с/р                                      | 1941—1945 рр.                   | 1986 р.                      | Київський худ. фонд                       | з/бетон                                  | ск. 3 м, п. 1,6х2х3,7 м                         | № 227 26.06.1987 р.            |
| 59.   | 167         | Пам'ятник 89 воїнам-односельцям, загиблим на фронтах ВВВ                                                                                                   | с. Свитинці, Ширмівська с/р, біля Будинку культури                  | 1941—1945 рр.                   | 1982 р.                      | Київський худ. фонд                       | з/бетон                                  | ск. 3 м, пост. 3,2 м                            | № 75 20.02.1985 р.             |
| 60.   | 814         | Пам'ятник 66 воїнам-односельцям, загиблим на фронтах ВВВ                                                                                                   | с. Скибинці, Борщагівська с/р, біля клубу                           | 1941—1945 рр.                   | 1967 р.                      | Київський худ. фонд                       | ск. з/бетон, пост. цегла                 | ск. 3 м, пост. 2х3х2 м                          | № 313 10.06.1971 р.            |
| 61.   | 27          | Пам'ятник 41 воїнам-односельцям, загиблим на фронтах ВВВ                                                                                                   | с. Смаржинці, Білашківська с/р, біля Будинку культури               | 1941—1945 рр.                   | 1990 р.                      | місцеві майстри                           | бетон                                    | ск. 2,5 м                                       | № 148 16.07.92 р.              |
| 62.   | 813         | Братська могила 5 радянських воїнів, загиблих при визволенні села, і пам'ятник 127 воїнам-односельцям, загиблим на фронтах ВВВ                             | с. Сніжна, Сніжнянська с/р, біля Будинку культури                   | 1943 р.                         | 1957 р.                      | Київський худ. фонд                       | ск. з/бетон, пост. цегла                 | ск. 3 м, пост. 1,5х1,5х1,5 м                    | № 313 10.06.1971 р.            |
| 63.   | 799         | Пам'ятник на місці прориву військами Першої кінної армії                                                                                                   | с. Сніжна, Сніжнянська с/р, на околиці села                         | 1920 р.                         | 1950 р.                      | місцеві майстри                           | об. цегла                                | об. 2 м                                         | № 313 10.06.1971 р.            |
| 64.   | 451         | Пам'ятник 140 воїнам-односельцям, загиблим на фронтах ВВВ                                                                                                  | с. Сопин, Мончинська с/р, в центрі села                             | 1941—1945 рр.                   | 1981 р.                      | Вінницький худ. фонд                      | ск. з/бетон, пост. бетон                 | ск. 3 м, пост. 0,5х2х2 м                        | № 96 17.02.1983 р.             |
| 65.   | 168         | Пам'ятник 159 воїнам-односельцям, загиблим на фронтах ВВВ                                                                                                  | с. Спичинці, Спичинецька с/р, біля Будинку культури                 | 1941—1945 рр.                   | 1980 р.                      | Київський худ. фонд                       | з/бетон                                  | ск. 3 м, пост. 3,1 м                            | № 75 20.02.1985 р.             |
| 66.   | 310         | Пам'ятник 76 воїнам-односельцям, загиблим на фронтах ВВВ                                                                                                   | с. Станилівка, Станилівська с/р, в парку                            | 1941—1945 рр.                   | 1975 р.                      | Київський худ. фонд,                      | об. з/бетон, пост. з/бетон               | об. 6 м, пост. 1х1х1,5 м                        | № 29 19.06.1977 р.             |
| 67.   | 517         | Пам'ятник 166 воїнам-односельцям, загиблим на фронтах ВВВ                                                                                                  | с. Старостинці, Старостинецька с/р, біля старої церкви              | 1941—1945 рр.                   | 1981 р.                      | Київський худ. фонд                       | ск. з/бетон, пост. бетон                 | ск. 3 м, п. 3х2,5х1,5 м                         | № 96 17.02.1983 р.             |
| 68.   | 28          | Пам'ятник 55 воїнам-односельчанам, загиблим на фронтах ВВВ                                                                                                 | с. Степанки, Черемошненська с/р, біля клубу                         | 1941—1945 рр.                   | 1990 р.                      | ск. Степанов                              | бетон                                    | ск. 2,5 м                                       | № 148 16.07.1992 р.            |
| 69.   | 29          | Пам'ятник 75 воїнам-односельчанам, загиблим на фронтах ВВВ                                                                                                 | с. Талалаї, Станилівська с/р, біля кладовища                        | 1941—1945 рр.                   | 1985 р.                      | ск. Степанов                              | бетон                                    | ск. 3.0 м                                       | № 148 16.07.1992 р.            |
| 70.   | 826         | Пам'ятник 115 воїнам-односельчанам, загиблим на фронтах ВВВ.                                                                                               | с. Черемошне, Черемошненська с/р, біля школи                        | 1941—1945 рр.                   | 1968 р.                      | місцеві майстри                           | об. цегла                                | об. 5 м                                         | № 313 10.06.1971 р.            |
| 71.   | 312         | Пам'ятник 197 воїнам-односельчанам, загиблим на фронтах ВВВ.                                                                                               | с. Ширмівка, Ширмівська с/р, в центрі села                          | 1941—1945 рр.                   | 1972 р.                      | місцеві майстри                           | об. з/бетон, пост. граніт                | об. 4,16 м, п. 0,5х1,72х1,78 м                  | № 29 19.06.1977 р.             |
| 72.   | 36          | Пам'ятник 53 воїнам-односельцям, загиблим на фронтах ВВВ                                                                                                   | с. Юнашки, Саражинецька с/р, біля клубу                             | 1941—1945 рр.                   | 1987 р.                      | Київський худ. фонд                       | з/бетон, мідь                            | ск. 2 м, п. 1,20х1,10х1,50 м                    | № 113 13.05.1988 р.            |
|       |             | |                                                                     |                                 |                              |                                           |                                          |                                                 |                                |